# Norhasikin Amin
Pour les articles homonymes, voir Amin.
Norhasikin Amin est une joueuse malaisienne de badminton.

## Carrière
Elle est médaillée de bronze du double dames avec Wong Pei Tty aux Jeux d'Asie du Sud-Est de 2001.